# NGC 4044
NGC 4044 је елиптична галаксија у сазвежђу Девица која се налази на NGC листи објеката дубоког неба.
Деклинација објекта је - 0° 12' 45" а ректасцензија 12h 2m 29,4s. Привидна величина (магнитуда) објекта NGC 4044 износи 13,3 а фотографска магнитуда 14,3. NGC 4044 је још познат и под ознакама UGC 7018, MCG 0-31-20, CGCG 13-43, PGC 38018.